# Lensia hostile
Lensia hostile är en nässeldjursart som beskrevs av Totton 1941. Lensia hostile ingår i släktet Lensia och familjen Diphyidae. Inga underarter finns listade i Catalogue of Life.